# Feriuntque summos fulmina montes
Feriuntque summos fulmina montes è una locuzione latina del poeta Orazio la cui traduzione letterale è: "I fulmini colpiscono le vette più alte".
Trattasi di un aforisma, tra i più famosi, del poeta latino.
Sono quasi sempre le persone che ricoprono le cariche più importanti, le più in vista o, quelle che hanno le maggiori responsabilità, ad essere oggetto delle critiche, a volte anche feroci, da parte degli altri.
Spesso gli appunti, le critiche, i commenti negativi, sono anche il frutto dell'invidia, verso coloro che, a costo di enormi sacrifici, sono riusciti a raggiungere e ricoprire cariche importanti e che proprio per il ruolo conseguito, diventano gli obiettivi privilegiati del risentimento e delle critiche, a volte, anche gratuite e ingiustificate, da parte di coloro che, nella loro vita, non sono riusciti a combinare niente di buono.
Questo aforisma ci fa riflettere anche sulle contraddizioni della vita.
Bisogna far sempre molto per riuscire ad ottenere delle posizioni sociali di rilievo e, una volta raggiunto tale traguardo, invece che essere premiati, per i tanti sacrifici sostenuti, si diventa invece vittime e bersaglio del giudizio altrui; non sempre giusto e moralmente onesto.
In risposta e come conseguenza di questa massima, Ovidio aggiungeva che: "Conscia mens recti famae mendacia risit, sed nos in vitium credula turba sumus".
Cioè: "La retta coscienza si ride delle menzogne della fama (delle dicerie degli altri), ma noi siamo una razza facile a credere al male".
Del resto solo chi non si assume la responsabilità di prendere delle decisioni, può essere esente dagli sbagli e dalle critiche, non certamente chi ricopre incarichi di prestigio e di responsabilità ed è in possesso di poteri decisionali che investono la collettività, e dai quali derivano degli oneri sociali, a volte anche molto pesanti da sopportare.
Chi non sa assumersi le proprie responsabilità, è di nessuno aiuto per gli altri.
Le critiche possono essere anche costruttive, quando, però, esse vengono sviluppate in un contesto organico che presuppone il come, il quando, ed il perché; non quando vengono sviluppate solo per invidia e per cattiveria.
Come proporre delle critiche, come strutturarle, con ragionamenti e riscontri oggettivi; quando effettuarle, anche la scelta del momento giusto, dell'occasione propizia è fondamentale, ed infine, perché argomentare delle critiche, a quale scopo, a beneficio di chi o di cosa, nell'interesse personale o collettivo, per un motivo valido o, solo per creare dei problemi agli altri?